# Orešac
Orešac is een plaats in de gemeente Suhopolje in de Kroatische provincie Virovitica-Podravina. De plaats telt 427 inwoners (2001).